# Pão de Açúcar (Alagoas)
Pão de Açúcar é um município brasileiro do estado de Alagoas. Sua população, de acordo com as estimativas do IBGE em 2021, era de 24.307 habitantes.

## História
Foi com a doação de uma vasta quantidade de terras de D. João VI aos índios Urumaris, às margens do rio São Francisco que nasceu a cidade de Pão de açúcar. Muitos reflexos da lua nas águas do rio que deram o primeiro nome à cidade, "Jaciobá", "Espelho da Lua" em guarani. Outra tribo, a dos Chocós, que habitavam a ilha de São Pedro invadiu o lugar e expulsaram os Urumaris. Na mudança para o outro lado rio, também chamaram a cidade nova de Jaciobá.
A região, através de uma carta de sesmaria passou ao domínio de um português, em cerca de 1660. Lourenço José de Brito Correia iniciou uma fazenda de gado e batizou a região de Pão de Açúcar, nome inspirado, acredita-se, no Morro do Cavalete, uma elevação próxima dali, usada no processo de clarificação do açúcar.
Estas mesmas terras foram leiloadas em 1815 e o padre José Domingos Delgado e seus irmãos foram os ganhadores. A fazenda prosperou, tornou-se uma vila, e foi elevada à categoria de cidade em 1877.

### Visita do imperador
É destaque na história de Pão de Açúcar a visita do imperador D.Pedro II que, em viagem à cachoeira de Paulo Afonso, pernoitou na cidade nos dias 17 e 22 de outubro de 1859. Em seu diário de viagem, depositado no Museu Imperial, D. Pedro tece elogios à vila: "A vista do Pão de Açúcar é bonita". O imperador descreve como foi sua chegada: "Cheguei por volta das 8 ao Pão de Açúcar. Receberam-me com muito entusiasmo e um anjinho entregou-me a chave da vila. Defronte desta povoação há uma grande coroa de areia, que me cansou atravessar e com a luz dos foguetes, que não têm faltado por todo o rio(…). No outro dia,"acordei antes das 5, e pouco depois das 6 fui dar um passeio pela vila. A matriz é pequena, mas decente, só tem inteiramente pronta a capela-mor, o resto acha-se coberto. Há uma bela rua direita longa e muito larga, e outra perpendicular também direita, porém menos longa e larga. Só vi uma casa de sobrado, a da Câmara, onde me hospedei.". O sobrado onde pernoitou D. Pedro II encontra-se em reforma e será transformado em museu.
Em comemoração ao sesquicentenário (150 anos) dessa visita, com origem da Foz do Rio São Francisco - Praia do Peba; Piaçabuçu; Penedo; Traipú; Pão de Açúcar; Piranhas (AL) e Paulo Afonso (BA), o Príncipe Dom João de Orleans e Bragança, herdeiro da família imperial, esteve visitando no dia 17 de outubro de 2009 a cidade de Pão de Açúcar - AL, na mesma data do seu Avó - Dom Pedro II. No dia seguinte, foi feita a doação do prédio onde pernoitou o Imperador, pelo Sr. Elmano Machado Gonçalves, que passou a denominar-se Museu do Paço Imperial, que será reformado e finalmente passará a funcionar como museu.

## Clima
Segundo dados do Instituto Nacional de Meteorologia (INMET), referentes ao período de 1977 a 1980, 1986 a 1989 e a partir de 1995, a menor temperatura registrada em Pão de Açúcar foi de 12,3 °C em 3 de agosto de 1997, a maior atingiu 42,8 °C em 26 de novembro de 2015. O maior acumulado de precipitação em 24 horas foi de 101 milímetros (mm) em 28 de julho de 1997. Janeiro de 2004, com 412,4 mm, foi o mês de maior precipitação.
| Dados climatológicos para Pão de Açúcar | Dados climatológicos para Pão de Açúcar | Dados climatológicos para Pão de Açúcar | Dados climatológicos para Pão de Açúcar | Dados climatológicos para Pão de Açúcar | Dados climatológicos para Pão de Açúcar | Dados climatológicos para Pão de Açúcar | Dados climatológicos para Pão de Açúcar | Dados climatológicos para Pão de Açúcar | Dados climatológicos para Pão de Açúcar | Dados climatológicos para Pão de Açúcar | Dados climatológicos para Pão de Açúcar | Dados climatológicos para Pão de Açúcar | Dados climatológicos para Pão de Açúcar |
| Mês | Jan                                     | Fev                                     | Mar                                     | Abr                                     | Mai                                     | Jun                                     | Jul                                     | Ago                                     | Set                                     | Out                                     | Nov                                     | Dez                                     | Ano                                     |
| --- | --------------------------------------- | --------------------------------------- | --------------------------------------- | --------------------------------------- | --------------------------------------- | --------------------------------------- | --------------------------------------- | --------------------------------------- | --------------------------------------- | --------------------------------------- | --------------------------------------- | --------------------------------------- | --------------------------------------- |
| Temperatura máxima recorde (°C) | 40,8                                    | 40,2                                    | 40                                      | 40,4                                    | 39,6                                    | 37,2                                    | 35,2                                    | 35,8                                    | 37,8                                    | 40,8                                    | 42,8                                    | 42,2                                    | 42,8                                    |
| Temperatura máxima média (°C) | 36,3                                    | 36,2                                    | 36                                      | 34,4                                    | 31,9                                    | 29,6                                    | 29,2                                    | 29,9                                    | 32,3                                    | 34,7                                    | 36,1                                    | 36,7                                    | 33,6                                    |
| Temperatura média compensada (°C) | 29,4                                    | 29,4                                    | 29,3                                    | 28,4                                    | 26,7                                    | 25                                      | 24,4                                    | 24,5                                    | 26,1                                    | 28,1                                    | 29,3                                    | 29,7                                    | 27,5                                    |
| Temperatura mínima média (°C) | 23,8                                    | 23,9                                    | 24,1                                    | 23,7                                    | 22,6                                    | 21,4                                    | 20,6                                    | 20,1                                    | 20,8                                    | 22                                      | 22,9                                    | 23,8                                    | 22,5                                    |
| Temperatura mínima recorde (°C) | 18,1                                    | 19,8                                    | 18,8                                    | 18,5                                    | 16,6                                    | 14,8                                    | 15,2                                    | 12,3                                    | 16,7                                    | 18                                      | 18,1                                    | 18,7                                    | 12,3                                    |
| Precipitação (mm) | 56,5                                    | 36,7                                    | 50,9                                    | 59,8                                    | 86,5                                    | 90                                      | 81,5                                    | 56,1                                    | 24,6                                    | 19,3                                    | 12                                      | 12,8                                    | 586,7                                   |
| Dias com precipitação (≥ 1 mm) | 4                                       | 4                                       | 5                                       | 7                                       | 13                                      | 14                                      | 13                                      | 11                                      | 5                                       | 2                                       | 2                                       | 2                                       | 82                                      |
| Umidade relativa compensada (%) | 60                                      | 62,3                                    | 65,3                                    | 70,5                                    | 78,8                                    | 83,4                                    | 83,6                                    | 79,9                                    | 71,5                                    | 63,2                                    | 58,8                                    | 57,7                                    | 69,6                                    |
| Insolação (h) | 269                                     | 233,8                                   | 247,4                                   | 226,7                                   | 192,7                                   | 162,5                                   | 175,6                                   | 195,7                                   | 239,4                                   | 276,2                                   | 284,5                                   | 275,2                                   | 2 778,7                                 |
| Fonte: Instituto Nacional de Meteorologia (INMET) (normal climatológica de 1981-2010; recordes de temperatura: 01/01/1977 a 31/08/1980, 01/01/1986 a 31/03/1989 e a partir de 06/02/1995) |                                         |                                         |                                         |                                         |                                         |                                         |                                         |                                         |                                         |                                         |                                         |                                         |                                         |

## Turismo
O município tem uma estrutura ideal sertaneja para o turismo, principalmente os bancos de areia que se formam no leito do rio São Francisco, conhecidos como "prainha", recebem muitos turistas nos finais de semana, vindos de municípios vizinhos em Alagoas, Bahia e Sergipe, gerando assim uma fonte de circulação real.

### Sítios arqueológicos
Pesquisadores da Universidade Federal de Alagoas (UFAL) confirmaram e mapearam vários sítios arqueológicos localizados na Serra dos Meirús, na Pedra do Navio, Pedra do Alemar e outras regiões do município. Nesses locais foram encontradas inscrições, fósseis de animais e objetos pré-históricos. Transformados em pontos turísticos, os sítios têm atraído a atenção de visitantes e estudiosos.

### Lampião
A gruta de Angicos, local onde morreu Virgulino Ferreira da Silva, o Lampião, fica a poucos quilômetros, subindo o rio, entre as cidades de Pão de Açúcar(AL) e Piranhas(AL), no município de Poço Redondo(SE). O famoso cangaceiro e seu bando, de quase 200 homens, assombravam o Sertão na primeira metade do século passado. E, apesar de vagarem por muitos anos pelas terras do município cometendo todo tipo de crime, assaltando fazendas e povoados, nunca invadiram Pão de Açúcar. Conta-se que o "Rei do Cangaço" temia a presença do Tiro de Guerra 656, uma sociedade cívico-militar que treinava os jovens da região para a defesa da cidade, além de prestar serviços comunitários.
Gervásio Santos, em seu livro Um lugar no passado, conta que em 1927, Lampião que havia invadido duas fazendas próximas, mandou um emissário à cidade com cartas para os proprietários dos imóveis exigindo de cada um a importância de 4.000$000 (quatro mil contos de réis), uma fortuna para a época. Caso o pedido não fosse atendido, o cangaceiro ameaçava fuzilar todo o gado das fazendas. Protegidos pelos homens do Tiro de Guerra, os fazendeiros responderam com um bilhete debochado: "…que se Lampião quisesse tirar raça de homem valente, mandasse a mãe dele aqui para Pão de Açúcar". Como podia-se prever, o cangaceiro sadicamente matou todo o gado e quase destruiu as fazendas mas nunca pisou em Pão de Açúcar.
Lampião e mais dez cangaceiros, inclusive Maria Bonita, foram mortos na madrugada do dia 28.07.1938, na gruta de Angicos, pela volante de soldados alagoanos comandada pelo Capitão João Bezerra.

### Cristo Redentor
Semelhante ao monumento erguido no morro do Corcovado, no Rio de Janeiro, o Cristo de Pão de Açúcar foi inaugurado no dia 29 de janeiro de 1950. Obra do escultor João Lisboa, nascido na cidade, o monumento mede 14,80 cm de altura com o pedestal, sendo a imagem de 10m. A ideia de construir o Cristo no morro do Cavalete, onde já existia um cruzeiro, erguido nas comemorações da chegada do século XX, foi de Ernesto da Silva Pereira que durante dois anos movimentou a cidade arrecadando donativos para construir a estátua.
Do alto do Cristo, pode-se ver toda a cidade, o São Francisco, as diversas praias e a comunidade de Niterói, localizada na outra margem do rio. A semelhança com o Rio de Janeiro tem despertado a curiosidade da imprensa e, nos últimos anos, rendido várias reportagens nas grandes redes de TV, diários e revistas do país, inclusive na National Geographic Brasil.

## Cidadãos ilustres
- Edvaldo Nogueira, prefeito de Aracaju.
- Heloísa Helena, professora e política brasileira, ex-presidente nacional do Partido Socialismo e Liberdade (PSOL). Foi senadora e candidata a presidente nas Eleições presidenciais do Brasil em 2006.

### Bibliográficas
- Albin, Instituto Cultural Cravo. Dicionário Cravo Albin da Música Popular Brasileira.In http://www.dicionariompb.com.br/, consultado em 10.01.2006, às 17h30.
- Amorim, Etevaldo Alves. Terra do Sol, Espelho da Lua. Maceió: Ecos, 2004.
- Azevedo, M. A. de (NIREZ) et al. Discografia brasileira em 78 rpm. Rio de Janeiro: Funarte, 1982.
- Lins, Nide e Vieira, Alessandra. Seu Fernando, anjo do São Francisco in O Jornal, 13 de janeiro de 2009, pág. B1.
- Mendonça, Aldemar de. Pão de Açúcar - História e Efemérides.2a. edição, revista e ampliada por Amorim, Etevaldo Alves. Maceió AL: Ecos, 2004.
- Santos, Gervásio F. dos. Um lugar no passado, Rio de Janeiro: Edição do Autor, 1976.
- Vasconcellos, Ary. A nova música da República Velha. Rio de Janeiro: Edição do autor, 1985.